# Notropis aguirrepequenoi
Notropis aguirrepequenoi је зракоперка из реда Cypriniformes. 

## Угроженост
Ова врста се сматра рањивом у погледу угрожености врсте од изумирања.

## Распрострањење
Мексико је једино познато природно станиште врсте.

## Станиште
Станиште врсте су слатководна подручја.